# ONE FC: Destiny of Warriors
ONE FC: Destiny of Warriors foi um evento de artes marciais mistas promovido pelo ONE Fighting Championship, ocorrido em 23 de junho de 2012 no Stadium Negara em Kuala Lumpur, Malásia.

## Background
Renato Sobral fez sua estréia no ONE FC nesse evento. A última luta de Sobral havia sido contra Dan Henderson no Strikeforce: Henderson vs. Babalu II no fim de 2010.
Phil Baroni era esperado para enfrentar Roger Huerta nesse evento, mas devido a uma derrota em uma luta apenas três semanas antes do evento por nocaute técnico, o ONE FC optou por removê-lo do card sem nem esperar a Comissão Oficial de Boxe do Colorado confirmar a suspensão médica de Baroni.